# Калиска, Елена
Елена Калиска (словац. Elena Kaliská, род. 19 января 1972, Зволен, Среднесловацкий край) — словацкая спортсменка, выступавшая в гребном слаломе на байдарках. Двукратная олимпийская чемпионка (2004 и 2008), двукратная чемпионка мира, многократная чемпионка Европы.

## Биография
Елена Калиска родилась 19 января 1972 года в чехословацком Зволене. Увлечениями Елены являются теннис и музыка.
В 2007 году Елена окончила Университет Матея Бела в Банска-Бистрица со степенью магистра.

## Карьера
Елена Калиска начала заниматься греблей в возрасте семи лет в клубе из Зволена. Затем она стала выступать в клубе города Липтовски-Микулаш.
Её личным тренером с 2015 года является Петер Чибак, также ей помогал Роберт Окороцкий, Ольга Лейсалова, Власта Паточкова, Любош Гертль, Ян Стахера и Ян Прачар.
Елена Калиска заняла четвертое место на чемпионате мира среди юниоров. В возрасте 17 лет упала с велосипеда, после чего ей пришлось восстанавливаться от полученной травмы левой руки. Её первыми взрослыми успехами стали медали чемпионатов Европы: бронзовая в 1996 году в Германии и золотая в 1998 в Чехии. Она участвовала на Олимпиаде-1996, где стала 19-й.
Калиска постепенно улучшала свои результаты, заняв на Олимпиаде-2000 в Сиднее уже четвёртое место. Вышла на пик карьеры к 2004 году, выиграв четыре гонки Кубка мира, чемпионат Европы и Олимпийские игры в Афинах. В 2005 году она завоевала золотую медаль на чемпионате мира в Австралии, а в 2007 году стала второй.
Спустя год на Олимпиаде в Пекине Елена Калиска стала двукратной олимпийской чемпионкой.
За свою карьеру она семь раз победила на чемпионатах Европы, в общей сложности выиграв 13 медалей.

## Награды
3 января 2011 года была награждена орденом Людовита Штура I класса.